# Michelle Heyman
Michelle Pearl Heyman (* 4. Juli 1988 in Shellharbour, New South Wales, Australien) ist eine australische Fußballnationalspielerin, die auf der Mittelstürmerposition spielt. Im Januar 2012 und Dezember 2014 gewann sie mit Canberra United das Grand Final um die australische Meisterschaft. Von 2010 bis 2019 spielte sie für die australische Fußballnationalmannschaft der Frauen und ab Februar 2024 erneut.

## Werdegang

### Vereine

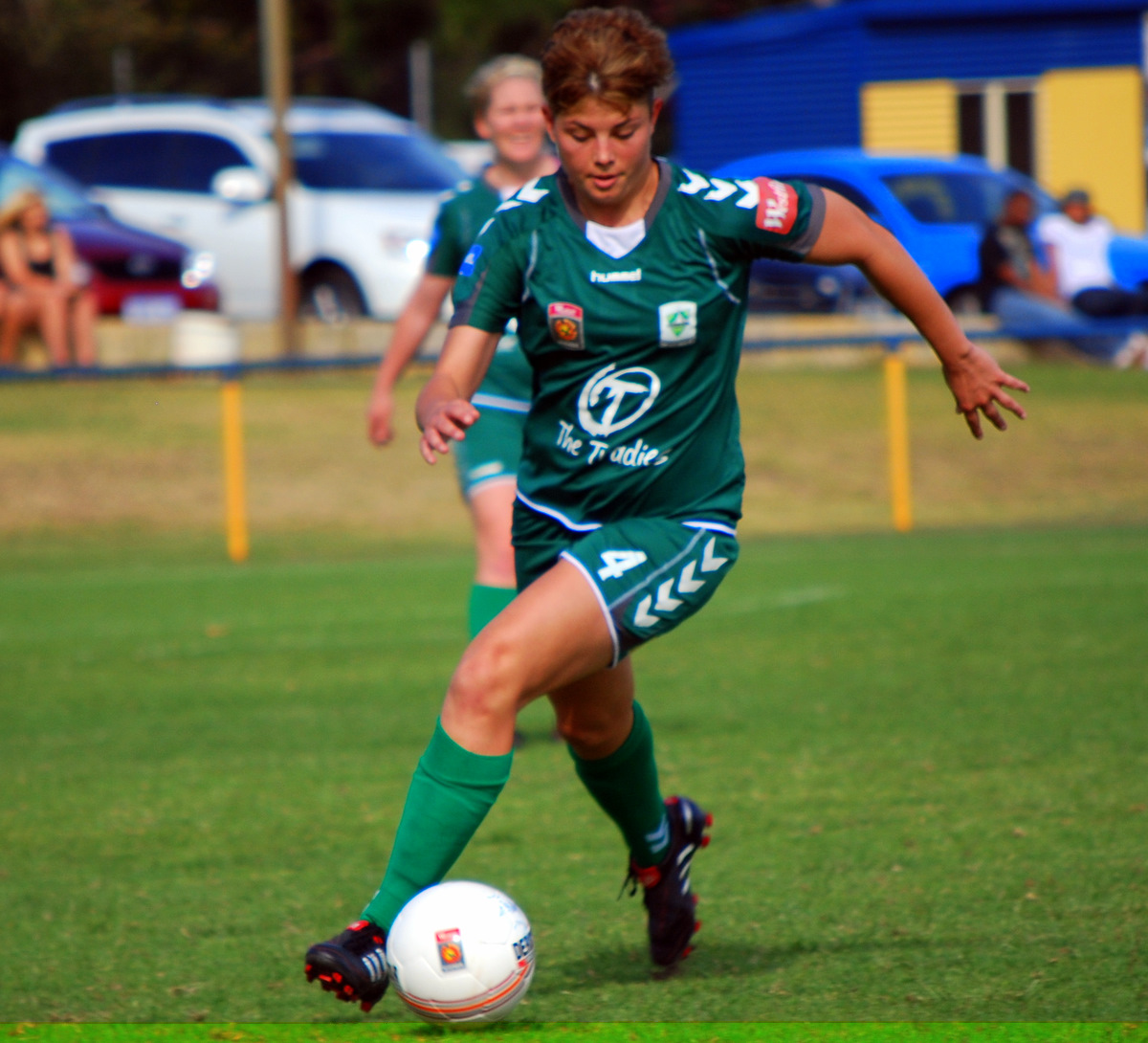
Heyman im Trikot von Canberra United, 2010

Die südlich von Sydney geborene Heyman begann 2008 beim Sydney FC, für den sie in der ersten Saison aber nur zu drei Einsätzen kam. Als Vierter der Punktspielrunde verlor Sydney dann im Halbfinale, bei dem Heyman nicht mitwirkte im Elfmeterschießen gegen Queensland Roar. Nach der Saison wechselste sie zu den Central Coast Mariners. Die erst ein Jahr zuvor aufgestellte Frauenmannschaft aus einem nördlichen Vorort von Sydney stand am Ende der Spielzeit auf dem zweiten Tabellenplatz. Damit zogen sie 2009 erstmals in die Play-offs ein. Im Halbfinale traf das Team auf Brisbane Roar, die vormaligen Queensland Roar. Im heimischen Stadium unterlagen die Central Coast Mariners den Brisbane Roars mit 0:1. Heyman, die zuvor in 11 Punktspielen 11 Tore erzielt hatte und damit beste Torschützin der Saison sowie Spielerin des Jahres war, konnte nur durch eine Gelbe Karte auf sich aufmerksam machen. Aufgrund fehlender Finanzmittel beendete der Verein nach der Saison sein Engagement im Frauenfußball und stellte den Spielbetrieb ein.
Heyman wechselte daraufhin zum Hauptstadtclub Canberra United. Mit Canberra wurde die Punktspielrunde als Dritter abgeschlossen und Heyman war mit acht Toren zweitbeste Torschützin der Saison. Im Playoffhalbfinale trafen sie auf Brisbane Roar. In einem turbulenten Spiel erzielte sie in der 97. Minute den Treffer zum 2:2-Endstand. Das Spiel war damit aber noch nicht beendet, ein Elfmeterschießen musste über den Finaleinzug entscheiden. Die in der 111. Minute ausgewechselte Heyman gehörte nicht zu den Schützinnen, von denen zwei Spielerinnen ihrer Mannschaft aber nur eine aus Brisbane das Tor nicht trafen. Canberra war damit ausgeschieden. Die Saison 2011/12 schloss Canberra auf dem 1. Platz ab, woran Heyman mit 15 Toren als beste Saisontorschützin maßgeblichen Anteil hatte. Auch im Halbfinale gegen Melbourne Victory schoss sie den 1:0-Siegtreffer und sorgte so für den Finaleinzug. Im Grand Final gegen den Dauerrivalen aus Queensland sorgte sie mit zwei Toren beim 3:2 für den ersten Finaltriumph der Hauptstädter.
Damit war sie auch für europäische Vereine attraktiv und in der Spielpause der australischen Liga ging sie für fünf Monate nach Dänemark. Dort spielte sie für Brøndby IF u. a. in der UEFA Women’s Champions League 2011/12 im Viertelfinale gegen Titelverteidiger Olympique Lyon. Beide Spiele im März 2012 gingen aber mit 0:4 verloren. In der Saison 2012/13 erzielte sie dann für Canberra in 11 Spielen nur zwei Tore und Canberra verpasste als Fünfter die Playoffs. In der folgenden Saison gehörte sie dann mit sieben Toren in 11 Spielen zu den drei zweitbesten Torschützinnen, was maßgeblich dazu beitrug, dass Canberra die Saison auf Platz 1 beendete. Im Halbfinale der Playoffs gegen die Queenslander ging sie dann aber leer aus und Canberra verlor mit 1:2. 2014 sorgte sie dann mit sechs Toren in der Punktspielrunde, dass Canberra erneut bis ins Grand Final vorstieß. Beim 3:1 gegen Perth Glory ging sie zwar leer aus, aber zum zweiten Mal wurde sie australischer Meister.
Anfang Juli 2015 wechselte sie zum NWSL-Teilnehmer Western New York Flash. Nach einer Saison kehrte sie zurück nach Canberra, wo sie bis 2018 blieb um dann zu Adelaide United zu wechseln. Nach einer Saison in Südaustralien ging es zurück in die Hauptstadt. In der Saison 2020/21 war sie mit zehn Toren zweitbeste Torschützin. In der Saison 2023/24 war sie mit 17 Toren Torschützenkönigin. Ihr Verein belegte aber nur den vorletzten Platz.

### Nationalmannschaft
Ihre Leistungen in der W-League machte sie dann auch für Nationaltrainer Tom Sermanni interessant. Am 3. März 2010 wurde sie im Spiel gegen Nordkorea erstmals in der Nationalmannschaft eingewechselt. Für die WM 2011 wurde sie aber nicht nominiert. Bis zur Fußball-Asienmeisterschaft der Frauen 2014, für die sie dann wieder nominiert wurde, erzielte sie in 13 weiteren Länderspielen vier Tore. Bei der Meisterschaft, bei der Australien den Titel nicht verteidigen konnte, wurde sie in zwei Gruppenspielen sowie dem Halbfinale und Finale eingesetzt, sie blieb aber ohne Torerfolg. Mit dem Halbfinaleinzug hatte sich Australien bereits für die WM 2015 qualifiziert.
Im März 2015 nahm sie mit Australien am Zypern-Cup 2015 teil, wo sie in allen vier Spielen in der Startelf stand und beim 6:2 im Spiel um Platz 5 gegen Tschechien das zwischenzeitliche 4:1 erzielte. Am 12. Mai 2015 wurde sie für den australischen WM-Kader 2015 nominiert. Mit einer Körpergröße von 1,80 m war sie die größte Spielerin im australischen Kader. Im letzten Testspiel vor der WM erzielte sie beim 11:0 gegen Vietnam in der ersten Halbzeit drei Tore und zeigte sich dann optimisch, dass Australien die WM gewinnen könne. Bei der WM kam sie in den fünf Spielen zum Einsatz, wobei sie dreimal ein- und zweimal ausgewechselt wurde. Ein Tor konnte sie nicht erzielen. Im Viertelfinale schieden sie durch eine 0:1-Niederlage gegen Titelverteidiger Japan aus. 
Bei den Olympischen Spielen 2016 wurde sie in den vier Spielen eingesetzt, im Viertelfinale schieden sie gegen Gastgeber Brasilien im Elfmeterschießen aus, wobei sie zu den erfolgreichen australischen Schützinnen gehörte.
Für die  Fußball-Asienmeisterschaft der Frauen 2018 wurde sie nominiert, kam aber nicht zum Einsatz. Im Mai 2019 erklärte sie ihren Rücktritt aus der Nationalmannschaft, nachdem sie verletzungsbedingt nicht für die WM 2019 nominiert wurde.
Am 7. Februar 2024 wurde sie, nachdem sie in der A-League mit zehn Toren die Torschützinnenliste anführte, wieder für die Nationalmannschaft nominiert, die im Februar in zwei Spielen gegen Usbekistan um das Ticket für die Olympischen Spiele 2024 spielte. Im Hinspiel in Usbekistan wurde sie in der 64. Minute eingewechselt und erzielte neun Minuten später das erste Tor für ihre Mannschaft, die mit 3:0 gewann. Im Rückspiel vier Tage später in Melbourne stand sie in der Startelf und erzielte beim 10:0-Sieg ihrer Mannschaft in der ersten Halbzeit vier Tore, wurde aber zur zweiten Halbzeit ausgewechselt. Die Australierinnen qualifizierten sich damit für die Olympischen Spiele in Paris. Bei den Olympischen Spielen wurde sie in den drei Gruppenspielen ihrer Mannschaft jeweils eingewechselt und erzielte beim 6:5-Sieg gegen Sambia in der Schlussminute den Siegtreffer. Da die anderen beiden Spiele verloren wurden, schieden die Matildas nach der Vorrunde aus.

### Privates
Heymann lebt offen homosexuell in Australien.

## Erfolge
- Torschützenkönigin der W-League 2009, 2011/12, 2023/24
- Australischer Meister  2011/12, 2014

## Auszeichnungen
- W-League-Spielerin des Jahres 2009 (Julie Dolan Medal)